# Tambó
Tambó è un album di Tito Puente, pubblicato dalla RCA Victor Records nel 1960.
Il disco fu registrato al RCA Victor's Webster Hall Studios di New York, nelle date indicate.

## Tracce
Lato A
1. Dance of the Headhunters – 3:09 (Tito Puente) – Registrato il 20 aprile 1960
2. Call of the Jungle Birds – 2:24 (Gilberto López) – Registrato il 21 aprile 1960
3. Rumba-Timbales – 2:13 (Tito Puente) – Registrato il 19 aprile 1960
4. The Ceremony of Tambó – 2:34 (Tito Puente) – Registrato il 20 aprile 1960
5. Velorio – 2:10 (Johnny Conquet) – Registrato il 21 aprile 1960
6. Cuero pelao – 2:09 (Tito Puente) – Registrato il 19 aprile 1960

Lato B
1. Jungle Holiday – 2:23 (Tito Puente) – Registrato il 21 aprile 1960
2. Guaguancó – 2:30 (Tito Puente) – Registrato il 19 aprile 1960
3. Ritual Drum Dance – 3:25 (Tito Puente) – Registrato il 20 aprile 1960
4. Witch Doctor's Nightmare – 2:36 (Tito Puente) – Registrato il 21 aprile 1960
5. Son montuno – 2:53 (Tito Puente) – Registrato il 19 aprile 1960
6. Voodoo Dance at Midnight – 2:21 (Tito Puente) – Registrato il 20 aprile 1960

## Musicisti
Brani A1, A4, B3 & B6
- Tito Puente - timbales, marimba, arrangiamenti, leader
- Doc Severinsen - tromba
- Bernie Glow - tromba
- Ernie Royal - tromba
- Pedro "Puchi" Boulong - tromba
- Jimmy Frisaura - tromba
- Pat Russo - tromba
- Seymour Berger - trombone
- Bobby Rodriguez - contrabbasso
- Willie Rodriguez - batteria
- José Mangual, Sr. - bongo drums
- Chickie Perez - bongo drums
- Ana Correro - timbales
- Carlos Patato Valdes  - conga drums
- Ray Barretto - conga drums

Brani A2, A5, B1 & B4
- Tito Puente - timbales, arrangiamenti, leader
- Alberto Socarras - flauto
- Rafael Palau - flauto, sassofono tenore
- Peter Fanelli - flauto, sassofono alto
- Shepp Pullman - sassofono baritono
- Gilberto Lopez - pianoforte, arrangiamenti
- Bobby Rodriguez - contrabbasso
- Carlos Patato Valdes  - conga drums
- Ray Barretto - conga drums
- Catalin Rolon  - conga drums
- José Mangual, Sr.  - bongo drums
- Chickie Perez  - bongo drums

Brani A3, A6, B2 & B5
- Tito Puente - timbales, arrangiamenti, leader
- Gilberto Lopez - pianoforte
- Bobby Rodriguez - contrabbasso
- Carlos Patato Valdes - conga drums
- Ray Barretto - conga drums
- José Mangual, Sr. - bongo drums
- Chickie Perez - bongo drums
- Santitos Colon - güiro